# 흑금 (영화)
《흑금》(黑金, Island of Greed)은 홍콩에서 제작된 맥당걸 감독의 1997년 스릴러, 액션 영화이다. 유덕화 등이 주연으로 출연하였다. 이 영화는 타이완에서 촬영되었으며 중화민국 정부의 부패에 대해 다루고 있다.

## 출연

### 주연
- 유덕화
- 양가휘

### 조연
- 진중태
- 유복조
- 왕서
- 손가군
- 랑웅
- 우천쥔
- 곽정순
- 이립군
- 금사걸
- 조문선
- 이립군
- 유승택